# ناحیه بنزونیا، میشیگان
ناحیه بنزونیا (به انگلیسی: Benzonia Township) یک منطقهٔ مسکونی در ایالات متحده آمریکا است که در شهرستان بنزی واقع شده‌است.
 ناحیه بنزونیا ۸۷٫۷ کیلومتر مربع مساحت و ۲٬۷۲۷ نفر جمعیت دارد و ۱۸۵ متر بالاتر از سطح دریا واقع شده‌است.